# Maximiliaan Jacob de Man
Maximiliaan Jacob de Man, auch Maximilian Jacob von Man (* 26. April 1731 in Nijmegen; † 12. November 1785 ebenda) war ein niederländischer Mediziner und praktischer Arzt in Nijmegen.

## Leben
Maximiliaan Jacob de Man studierte an der Universität Leiden Medizin, promovierte 1754 in Leiden und wirkte ab 1756 als praktischer Arzt in Nijmegen. 1776 wurde er in Nijmegen zum Archiater ernannt. Maximiliaan Jacob de Man untersuchte 1770 wissenschaftlich eine Epidemie in Maurik und spielte in der Folge eine wichtige Rolle bei der Erforschung und Bekämpfung ansteckender Krankheiten in den Niederlanden. 
Im Jahr 1771 wurde er Mitglied der Hollandsche Maatschappij der Wetenschappen und am 1. Mai 1779 unter der Präsidentschaft des Mediziners Ferdinand Jakob Baier mit dem akademischen Beinamen Epigenes unter der Matrikel-Nr. 831 als Mitglied in die Kaiserliche Leopoldino-Carolinische Akademie der Naturforscher aufgenommen. 

## Schriften
- Specimen medicum inaugurale de natura hominis quatenus sanitatis praesentis est custos, absentis vindex. Gerardum Corts, Lugduni Batavorum 1754 (Digitalisat)
- Schriftelyk rapport aangaande de grasserende ziekte te Maurik in den Ampte van Neder-Betuwe aan die edele moogende heeren Gedeputeerde Staaten van Nymegen. A. van Goor, Nymegen 1771 (Digitalisat)
- mit Daniel Collenbusch: Abhandlung über das bösartige Faulfieber, oder Beschreibung einer epidemischen Konstitution in den Jahren 1770 und 1771. Grieshammer, Leipzig 1800 (Digitalisat)